# Chihiro
Chihiro è un singolo della cantante statunitense Billie Eilish, pubblicato il 16 gennaio 2025 come terzo estratto dal terzo album in studio Hit Me Hard and Soft.

## Antefatti e pubblicazione
Il 12 aprile 2024, in una intervista concessa a Zane Lowe per Apple Music, Eilish ha fatto ascoltare in esclusiva un anticipo di quindici secondi di Chihiro. Il titolo della canzone è un riferimento alla protagonista del film d'animazione La città incantata. Chihiro  è stato fatto ascoltare in anteprima assieme ad altri due brani dell'album Hit Me Hard and Soft, ovvero Lunch e L'amour de ma vie. Il 10 maggio Eilish ha pubblicato una clip di 49 secondi sul canale YouTube di Fortnite Festival per un evento promozionale appartenente al famoso videogioco Fortnite. Il 15 maggio 2024 Eilish e Finneas hanno tenuto un listening party a New York e il 16 maggio a Inglewood in cui hanno fatto ascoltare interamente il nuovo album, e tra tutti i brani Chihiro è stato uno dei più apprezzati.
Il 16 gennaio è stato diffuso nelle radio italiane dalla EMI.

## Descrizione
Chihiro è la terza traccia in ordine di apparizione nel disco, venendo pubblicata insieme allo stesso il 17 maggio. Scritta da Eilish assieme a suo fratello e produttore Finneas, è stata registrata nella loro città natale di Los Angeles.
In una intervista per Rolling Stone, Eilish ha detto: «La canzone è vagamente basata sul film, che è uno dei miei preferiti, è scritta da un mix dei punti di vista mio e del protagonista. Tutte quelle immagini del treno nell'acqua dopo l'alluvione, sembra un oceano con i binari del treno. Avevo appena guardato Spirited Away e Finneas aveva realizzato quel beat».

## Video musicale
Il video musicale, diretto dalla stessa Eilish, è stato pubblicato su YouTube il 6 giugno 2024.

## Classifiche

### Classifiche settimanali
| Classifica (2024) | Posizione massima |
| ----------------- | ----------------- |
| Arabia Saudita    | 7                 |
| Argentina         | 85                |
| Australia         | 7                 |
| Austria           | 3                 |
| Belgio (Fiandre)  | 21                |
| Belgio (Vallonia) | 25                |
| Brasile           | 20                |
| Canada            | 12                |
| Croazia           | 18                |
| Danimarca         | 12                |
| Finlandia         | 21                |
| Francia           | 12                |
| Grecia            | 4                 |
| Irlanda           | 11                |
| Islanda           | 9                 |
| Italia            | 48                |
| Lettonia          | 3                 |
| Lituania          | 2                 |
| Lussemburgo       | 4                 |
| Mondo             | 6                 |
| Paesi Bassi       | 10                |
| Panama            | 27                |
| Norvegia          | 7                 |
| Nuova Zelanda     | 9                 |
| Polonia           | 7                 |
| Portogallo        | 2                 |
| Regno Unito       | 7                 |
| Repubblica Ceca   | 3                 |
| Russia            | 9                 |
| Singapore         | 18                |
| Slovacchia        | 4                 |
| Stati Uniti       | 12                |
| Sudafrica         | 12                |
| Svezia            | 23                |
| Svizzera          | 4                 |
| Ungheria          | 13                |

### Classifiche di fine anno
| Classifica (2024) | Posizione |
| ----------------- | --------- |
| Canada            | 70        |
| Francia           | 168       |
| Portogallo        | 65        |
| Svizzera          | 49        |